# Погорелец-Воскресенский
Погорелец-Воскресенский — деревня в Хваловском сельском поселении Волховского района Ленинградской области.

## История
Деревня Погорелец упоминается на карте Ф. Ф. Шуберта 1844 года.

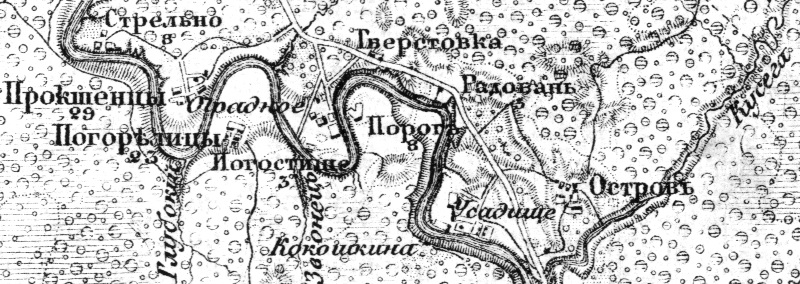
Деревня Погорелец на карте Ф. Ф. Шуберта 1872 года

Сборник Центрального статистического комитета описывал её так:

ПОГОРЕЛЕЦ — деревня бывшая владельческая при реке Сясе, дворов — 30, жителей — 106; Лавка. (1885 год)

В конце XIX — начале XX века деревня административно относилась к Сугоровской волости 1-го стана 1-го земского участка Тихвинского уезда Новгородской губернии.

ПОГОРЕЛЕЦ — деревня Прокшеницкого сельского общества, число дворов — 31, число домов — 31, число жителей: 108 м. п., 120 ж. п.;
 Занятие жителей — земледелие, лесные заработки. При реке Сясь. Часовня. (1910 год) 

Согласно военно-топографической карте Петроградской и Новгородской губерний издания 1915 года деревня называлась Погорелицы и насчитывала 23 крестьянских двора.
С 1917 по 1918 год деревня входила в состав Сугоровской волости Тихвинского уезда Новгородской губернии.
С 1918 года в составе Череповецкой губернии.
С 1927 года в составе Прокшенского сельсовета Тихвинского района.
С 1928 года в составе Мелексинского сельсовета Волховского района. В 1928 году население деревни составляло 183 человека.
Согласно карте Ленинградской области Северо-западного аэрогеодезического треста ГГУ издания 1932 года деревня насчитывала 13 крестьянских дворов.
По данным 1933 года деревня Погорелец входила в состав Воскресенского сельсовета Волховского района.
С 1946 года в составе Новоладожского района.
С 1950 года в составе Воскресенского сельсовета.
В 1958 году население деревни составляло 41 человек.
С 1963 года вновь в составе Волховского района.
По данным 1966 и 1973 годов деревня называлась Погорелец и входила в состав Воскресенского сельсовета.
По данным 1990 года деревня называлась Погорелец-Воскресенский и входила в состав Хваловского сельсовета.
В 1997 и 2002 годах в деревне Погорелец-Воскресенский Хваловской волости не было постоянного населения.
В 2007 году в деревне Погорелец-Воскресенский Хваловского СП проживали 2 человека.

## География
Деревня расположена в юго-восточной части района на левом берегу реки Сясь.
Расстояние до административного центра поселения — 13 км.
Расстояние до ближайшей железнодорожной станции Колчаново — 34 км.

## Демография
| 1885 | 1910 | 1997 | 2007 | 2010 | 2017 |
| ---- | ---- | ---- | ---- | ---- | ---- |
| 106  | ↗228 | ↘0   | ↗2   | ↗7   | ↘2   |

Согласно данным Всероссийской переписи населения 2021 года в деревне постоянного населения не было.